# Richard Temple
Richard Temple (ur. 24 października 1675, zm. 14 września 1749 w Stowe) – brytyjski wojskowy i polityk.
Temple urodził się w rodzinie arystokratycznej o tradycji wigowskiej w Stowe, Buckinghamshire. Po ukończeniu Eton College i University of Cambridge, Temple zaciągnął się do armii. W wieku lat 21, odziedziczył tytuł baroneta po ojcu. W wieku lat 26, został pułkownikiem, a jako 34-latek – generałem, a więc bardzo młodym.
Wyróżnił się w kampaniach księcia Marlborough; zwłaszcza podczas oblężenia Lille.
Temple poślubił bogatą dziedziczkę Anne Halsey, za której pieniądze wyremontował Stowe. Nowy władca Jerzy I Hanowerski uczynił go pierwszym baronem Cobham w 1714 roku, a w 1718 wicehrabią Cobham.
Przy rozbudowie i renowacji Stowe pracowało wielu wybitnych architektów jak James Gibbs i John Vanbrugh. Temple został w tym okresie Lordem-lejtnantem Buckinghamshire. Lecz zaczął kłócić się z nowym premierem Robertem Walpole’m i około 1734 roku przeszedł do opozycji. Głosował przeciw ustawie Excise Bill forsowanej przez Walpole’a.
28 marca 1742 został feldmarszałkiem.
Poeta Alexander Pope podziwiał Cobhama. napisał też wiele o wspaniałości jego ogrodów (w Epistle to Burlington). Pope napisał epistołę: moral epistle do Cobhama w roku 1733 i opublikwał w 1734 jako: The Epistle to Cobham. Pope uważał Cobhama za wzór bezinteresownego patrioty.
W roku 1739 Cobham brał udział we wznoszeniu słynnego Foundling Hospital.